# Patrick Snijers

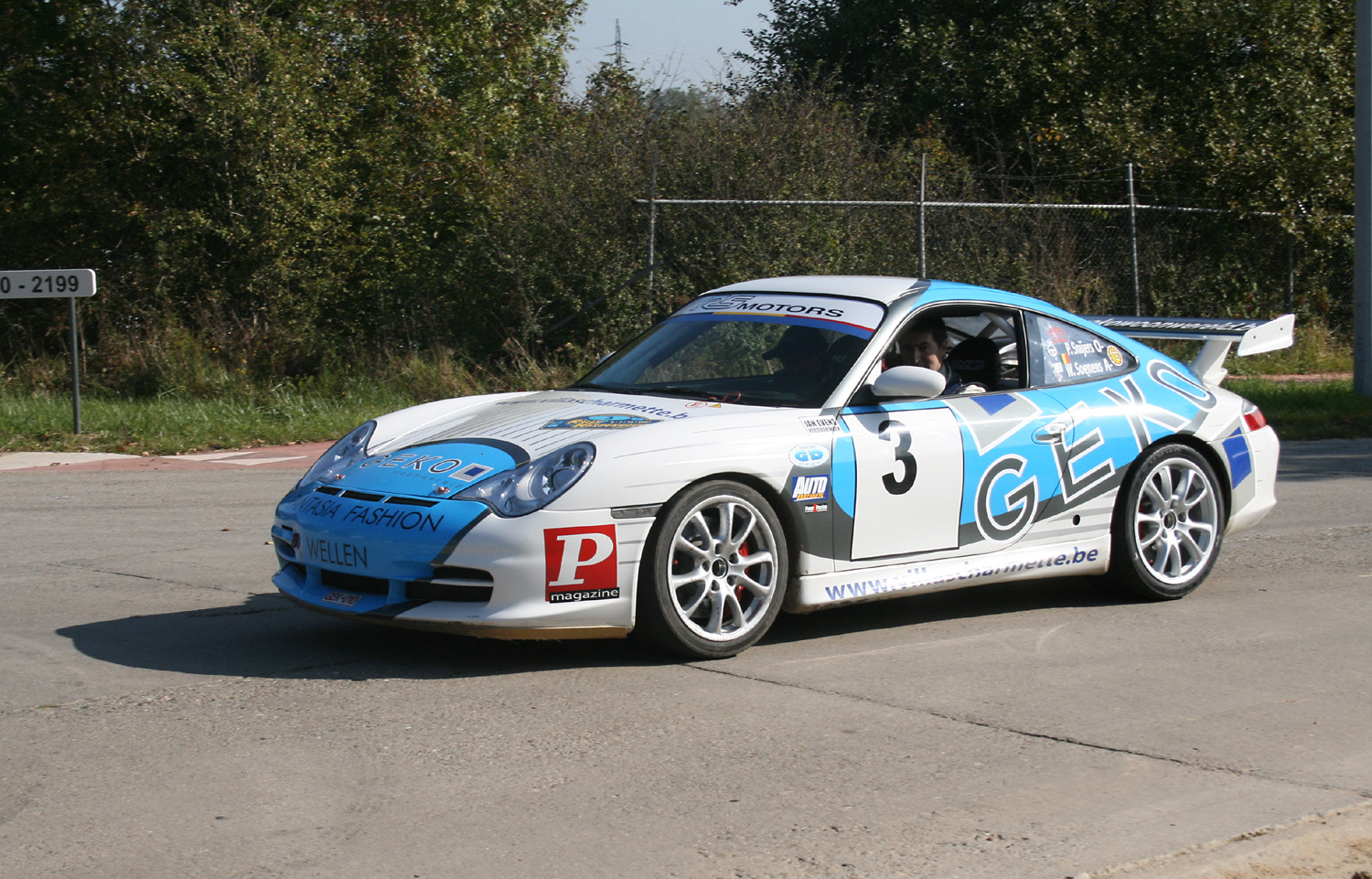
Patrick Snijers im Porsche 996 GT3 bei der Hespengau-Rallye im Jahr 2007

Patrick Snijers (* 29. Januar 1958 in Alken) ist ein belgischer Rallyefahrer.

## Karriere
Im Jahre 1977 hat er seine Rallyekarriere begonnen. Er wurde fünfmal belgischer Meister (1983, 1985, 1991, 1993, 1994), einmal Gewinner von den Niederlanden (1993) und einmal Europameister (1994). Er fuhr über 15 Jahre für die Zigarettenmarke Bastos.
In seiner Karriere fuhr er viele Fahrzeuge verschiedener Automarken: Toyota Corolla 1200, Opel Kadett GT/E, Ford Escort 1800RS, Triumph TR7 V8, BMW 323i, Porsche 911 SC, Lancia Rally 037, Lancia Delta HF, BMW E30 (M3), Toyota Celica GT4, Ford Sierra Cosworth, Ford Escort Cosworth, Fort Escort WRC, Subaru Impreza GT, Subaru Impreza WRC, Toyota Corolla WRC, Peugeot 206 WRC, Mitsubishi Lancer Evo 7, Porsche 911 GT3, BMW E36 (M3), Opel Manta 120i u. v. m.

## Statistik

### Erfolge
- 9 Siege: Circuit des Ardennes
- 7 Siege: Rallye du Condroz
- 6 Siege: Omloop van Vlaanderen, Boucles de Spa
- 5 Siege: Rallye de Wallonie, Rallye des Hautes-Fagnes
- 4 Siege: Rally van Haspengouw, Rally van Looi, Ypres Westhoek Rally
- 3 Siege: TAC Rally, RTS Rally
- 2 Siege: Bianchi Rally, Albena Rally (BG), Rali da Madeira, Rallye Deutschland, Polski Rally
- 1 Sieg: Rallye de Hannut, Rallye de Valais, Bohemia Rally, Cyprus Rally, Rallye San Remo, Manx Rally, Barum Rally (CZ), Sezoens Rally